# Kanton Montmirail (Sarthe)
Kanton Montmirail (fr. Canton de Montmirail) je francouzský kanton v departementu Sarthe v regionu Pays de la Loire. Tvoří ho devět obcí.

## Obce kantonu
- Champrond
- Courgenard
- Gréez-sur-Roc
- Lamnay
- Melleray
- Montmirail
- Saint-Jean-des-Échelles
- Saint-Maixent
- Saint-Ulphace